# Диня Юрій Йосипович
Ю́рій Йо́сипович Ди́ня (нар. 2 серпня 1973 — 11 березня 2016) — солдат Збройних сил України, учасник російсько-української війни.

## Життєпис

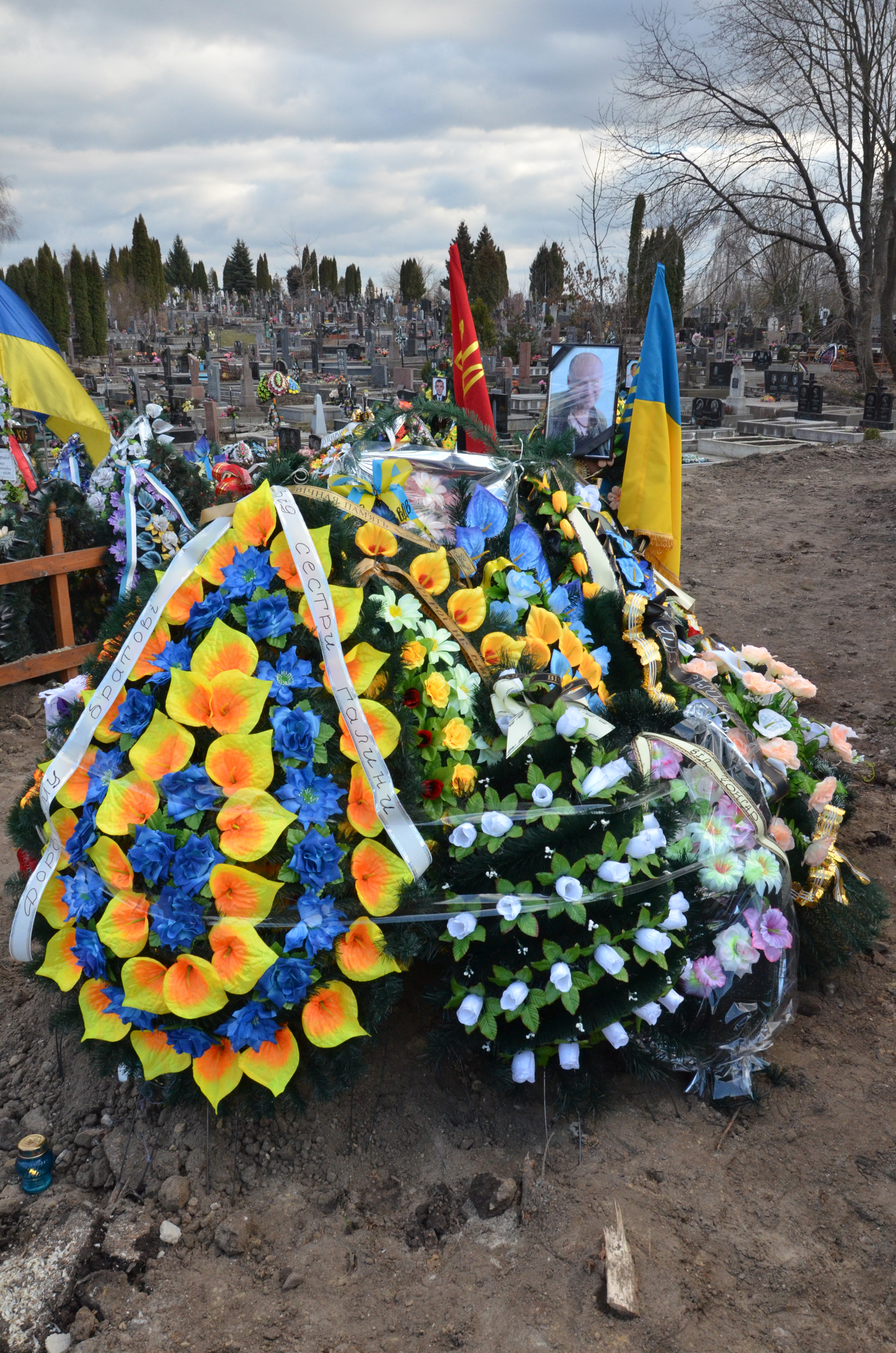
Микулинецький цвинтар, Алея Героїв, могила Юрія Дині

Народився 2 серпня 1973 року в селі Жизномир (Бучацький район). Навчався в ЗОШ № 2 та ЗОШ № 24 міста Тернополя.
У серпні 2014 року мобілізований, військовослужбовець 8-ї роти 3-го батальйону, 80-та бригада. Виконував бойові завдання на території Донецької й Луганської областей, з грудня 2014-го по 18 січня 2015-го обороняв Донецький аеропорт.
В січні 2015 року потрапив до шпиталю з контузією та обмороженням (морози сягали 30 градусів), проблемами з зором, ампутували пальці на ногах. Знову повернувся в частину, зробив ще декілька виїздів.
4 лютого 2016-го демобілізований, проходив лікування та реабілітацію. Перебував в реабілітаційному центрі Більче-Золотого Борщівського району у важкому стані.
11 березня 2016 року помер у реанімації, не приходячи до тями.
14 березня 2016-го похований на Алеї Героїв Микулинецького цвинтаря Тернополя.

## Нагороди та вшанування
- Нагороджений нагрудним знаком «За оборону Донецького аеропорту» (посмертно).